# Ensieruda
Ensieruda (ros. Энсеруда) – wieś w Rosji, w Dagestanie, w rejonie gunibskim. W 2010 liczyła 42 mieszkańców, głównie Awarów.